# Schroederella nigra
Schroederella nigra är en tvåvingeart som först beskrevs av Leander Czerny 1931.  Schroederella nigra ingår i släktet Schroederella och familjen myllflugor. Inga underarter finns listade i Catalogue of Life.